# Río Cunas
El río Cunas es un río que se encuentra ubicado en la región Junín, en la zona central del Perú. Se inicia en la Cordillera Occidental a 5.180 m y en su recorrido cruza las provincias de Chupaca, Concepción y la de Huancayo antes de reingresar a la provincia de Chupaca formando una U.
El río Cunas, que tiene una longitud de 101.1 km, y nace en la laguna Runapa - Huañunán a 4535 msnm, cerca de la divisoria de aguas del río Cañete (cadena occidental)
Su desembocadura se da aproximadamente a 3.220 m en el río Mantaro, formando el límite entre los distritos de Pilcomayo y de Huamancaca chico, entre las provincias de Huancayo y la Chupaca.
Pertenece a la cuenca hidrográfica del río Mantaro, y este valle es el principal proveedor de alimentos a la ciudad de Lima. 
Su recorrido es de suroeste a noreste y entra al valle del Mantaro en forma de V que es el principal valle del centro del Perú y el más ancho de todos los Andes centrales. 
La principal ciudad de todo su recorrido es Chupaca (provincia de Chupaca).